# Alpine M63
L'Alpine M63 est la première voiture de course d'Alpine développée en 1962 pour les courses de voiture de sport. 
Elle a couru de 1963 à 1965.

## Historique
Au début des années 1960, DB défend les couleurs françaises au 24 heures du Mans. À défaut de pouvoir se battre pour la victoire à la distance, ils visent la victoire à l'indice énergétique, qui a autant de répercussion que la victoire générale en ce temps-là.[Interprétation personnelle ?]
Jean Rédélé, qui a fondé sa compagnie quelques années plus tôt rêve de se mêler à la bataille, surtout que René Bonnet est son principal rival au niveau commercial. 
Alpine étant très proche de Renault, Jean Rédélé ne supporte pas que seul DB obtienne le nouveau moteur 4 cylindres double arbre à cames en tête développé par Amédée Gordini et il parvient à convaincre les dirigeants de Renault de lui fournir ce moteur.
Il contacte alors Lotus pour le développement de sa voiture. Lotus n'ayant pas de temps à lui consacrer, ils lui conseillent de contacter Len Terry, un ancien collaborateur. Celui-ci va leur dessiner une voiture basée sur un châssis tubulaire (à la manière des Lotus) qui sera obsolète avant même de commencer à courir en raison d'un changement de règlement technique dans la catégorie sport apparu à la fin de l'année 1962 concernant la hauteur du seuil de porte. 
La conception est reprise par Bernard Boyer et Richard Bouleau qui forment le bureau d'études d'Alpine. Ils vont partir d'une structure de Berlinette et garder les voies et les épures de suspensions de Len Terry. 
La carrosserie est dessinée par l'aérodynamicien Marcel Hubert, débauché de CD et qui va dessiner les prototypes Alpine jusqu'à la victoire de 1978. Très aérodynamique, celle-ci permettra à la voiture de dépasser les 220 km/h dans la ligne droite des Hunaudières malgré sa puissance modeste de 95 ch.   
La voiture (châssis No 1701) est finalement prête la veille des essais du Mans du 6 avril 1963.    
C'est Bernard Boyer et José Rosinski qui effectuent les premiers essais très prometteurs. À la suite de ces essais, deux autres voitures (châssis No 1702 et 1703) sont mises en chantier pour courir le Mans. Pour la course proprement dite des 24 Heures du Mans 1963, Rosinski est associé au brésilien Christian Heins (en) sur l'une des trois M63. Au 50e tour Heins dérape sur une flaque d'huile, et sa voiture s'enflamme. Il ne peut être sauvé malgré l'intervention désespérée de Jean-Pierre Manzon et de Roy Salvadori.